# شهرستان شلابولیخینسکی
شهرستان شلابولیخینسکی (به لاتین: Shelabolikhinsky District) یک منطقهٔ مسکونی در روسیه است که در سرزمین آلتای واقع شده‌است.